# 科薩里 (卡緬卡區)
49°2′42″N 32°10′54″E / 49.04500°N 32.18167°E
科薩里（烏克蘭語：Косарі）是位於烏克蘭中部的村莊，由切爾卡瑟州切爾卡瑟區的卡姆揚卡市鎮負責管轄。該村面積7.66平方公里，海拔高度147米，2008年人口2,189，人口密度每平方公里285.8人。